# 西田稔 (作家)
西田 稔（にしだ みのる、1915年5月19日 - 1986年7月1日）は、日本の作家、編集者、実業家。

## 人物・来歴
東京生まれ。早稲田大学中退。はじめ兵隊としての体験記を書き、正芽社取締役編集長。戦後は児童読物で活躍した。

## 著書
- 『颱風時代』浩文社, 1934
- 『長駆強行五百粁 一兵士の山岳戦手記』都祥閣, 1939
- 『雲と兵隊』都祥閣, 1939
- 『山と兵隊 兵隊さんが書いた山岳戦記 訂再版』都祥閣, 1940
- 『軍馬物語』渡辺重圀 絵. 都祥閣, 1940
- 『ボクノヒカウキ』林義雄 畫, 春江堂, 1941
- 『ボクハヨイコ』伊勢良夫 畫. 正芽社, 1942
- 『ミンナゲンキ』池田勝之助 畫. 正芽社, 1942
- 『内地部隊』正芽社, 1942
- 『ムラノエウチヱン』川島はるよ [画]. 正芽社, 1944
- 『霜の王子さま お日さまとお月さまとからす お母さんに聞いたお話 (おひさま文庫)池田勝之助, 國領辰彌 画, 興文堂, 1947
- 『うれしいな あかちゃんのえほん』池田勝之助(絵).児童図書出版社, 1947
- 『白鳥姫 お母さんから聞いたお話 (おひさま文庫)國領辰彌 畫. 興文堂, 1947
- 『春の森 紙映画 1』若林敏郎(絵). 児童図書出版社, 1947
- 『ぼけの花と南風 童話集』興文堂, 1947
- 『きしゃとでんしゃ』上田三郎(絵). 中村書店, 1947
- 『お面の世界 童話集』大川屋書店, 1947
- 『銅の國銀の國金の國 朝と晝と夜 おかあさんから聞いた話 (おひさま文庫) 國領辰弥, 池田勝之助 画, 興文堂, 1947
- 『あかいじどうしゃ』国領辰弥(絵).児童図書出版社, 1947
- 『のはらの虫さん』清原ひとし(絵). 児童図書出版社, 1947
- 『おじょうちゃん 幼女絵本』小山泰治(絵). 鴎友社, 1947
- 『たのしいえほん 楽しみながらおぼえる絵本』古屋白羊(絵). 大川屋書店, 1947
- 『オネエチャン』川島はるよ(絵). 啓明出版社, 1947
- 『ノリモノヅクシ』吉田忠夫(絵). 大川屋書店 1947
- 『はしれきしゃ』國領辰彌 画. 中村書店, 1947
- 『たのしいまち』池田勝之助 画. 兒童圖書出版社, 1947
- 『のつてみたいなのりもの』吉田忠雄 畫. 大川屋書店, 1947
- 『まちののりもの』峯田龍(絵). 大川屋書店 1947
- 『ぼくとおねえちゃん』国領辰弥(絵). 児童図書出版社, 1947
- 『ルミーの冒険 漫画童話』中井観邦 (絵). 大川屋書店, 1947
- 『きしやがいく』池田勝之助 画. 兒童圖書出版社, 1948
- 『のりもの なかよしえほん』田中まさる(絵). 興文堂, 1948
- 『南海のまぼろし城 冒険探偵小説』大川屋書店, 1948
- 『踊る雷獣 少年少女探偵小説』児童図書出版社, 1948
- 『わたしはおかあさん』林義雄(絵). 中村書店, 1948
- 『なかよし』林ふみを(絵).児童図書出版社, 1948
- 『たのしいえほん 楽しみながらおぼえる絵本』古屋白羊(絵). 大川屋書店, 1948
- 『ままごとあそび』国領辰弥(絵). 中村書店, 1948
- 『とりのおんがくかい ひらがな童話集』児童図書出版社, 1948
- 『でんしや』渡辺優 画. 興文堂, 1948
- 『きしや』岡田晟 畫. 興文堂, 1948
- 『あかちゃん』河内舟人(絵).児童図書出版社, 1948
- 『こどもとどうぶつ』小山泰治(絵). 大川屋書店, 1948
- 『じどうしゃ』渡辺優 画. 興文堂, 1948
- 『やさしいおかあさん』林義雄(絵). 興文堂, 1948
- 『どうぶつ ぼうやのなかよし』柿原輝行 画. 興文堂, 1949
- 『どうぶつなかよしクラブ』吉田きみぞ(絵). 児童図書出版社, 1949
- 『忍術おしどり笠 少年少女時代小説』児童図書出版社, 1949
- 『なかよしどうぶつ』渡辺優 画. 興文堂, 1949
- 『母恋鳥』すみれ文庫 少女小説　興文堂, 1949
- 『孤島の少女たち』すみれ文庫 少女小説　興文堂, 1949
- 『薔薇乙女』すみれ文庫 少女小説 興文堂, 1949
- 『友情の小径』すみれ文庫 少女小説 興文堂, 1949
- 『たろちゃんみこちゃん』秋吉秀彦 画, 興文堂, 1949
- 『どおよう絵本』大泉北斗(絵). 児童図書出版社, 1949
- 『おねえさん　詩』岡田晟 絵. 興文堂, 1949
- 『どうぶつぞうさん』横川洋 絵. 興文堂,1949
- 『あかいじどうしゃ』児童図書出版社, 1950
- 『はしれきしゃ』溝呂木幹蔵 絵. 興文堂, 1950
- 『きしゃでんしゃ』横川洋 絵. 興文堂, 1950
- 『どうぶつ』竹原聖千 絵. 児童図書出版社, 1951
- 『基地の女』河出書房、1953
- 『オンリーの貞操帯 何が彼女たちに生ませたか』第二書房, 1956
- 『狂った断面』小説刊行社, 1958
- 『浪々記 西田稔著作集』西田昶 編 けやき出版 1990